# 单茎悬钩子
单茎褐红莓（学名：Rubus simplex），一名单茎悬钩子，为蔷薇科悬钩子属的植物，为中国的特有植物。分布在中国大陆的江苏、甘肃、四川、湖北、陕西等地，生长于海拔1,500米至2,500米的地区，常生于路边、山坡和林中，目前尚未由人工引种栽培。
其种加词“simplex ”意为“单一的”。